# Crotalaria ukambensis
Crotalaria ukambensis är en ärtväxtart som beskrevs av Wilhelm Vatke. Crotalaria ukambensis ingår i släktet sunnhampor, och familjen ärtväxter. Inga underarter finns listade i Catalogue of Life.